# Khamzat Chimaev
Khamzat Khizarovich Chimaev (russisch Хамзат Хизарович Чимаев; deutsche Transkription Chamsat Chisarowitsch Tschimajew; * 1. Mai 1994 in Beno-Jurt, Tschetschenien, Russland) ist ein in Russland geborener schwedischer professioneller Mixed-Martial-Arts-Kämpfer und Freistilringer, der in der Ultimate Fighting Championship (UFC), sowie aktueller Champion im Mittelgewicht, im Weltergewicht und Mittelgewicht antritt. Zuvor trat er für die Brave Combat Federation (Brave CF) an. Im Freistilringen ist Chimaev dreimaliger schwedischer Landesmeister.
Ende 2023 wurde er Bürger der Vereinigten Arabischen Emirate und kämpft seitdem unter dieser Flagge.

## Frühe Kindheit und Ausbildung
Chimaev wurde in Tschetschenien geboren, wo er im Alter von fünf Jahren mit dem Ringen begann. Bei den russischen Meisterschaften der Junioren gewann er eine Bronzemedaille. Im Jahr 2013, als er 19 Jahre alt war, wanderte er zusammen mit seiner Mutter und seinem älteren Bruder nach Schweden aus.

## Karriere als Ringer
Nach seinem Umzug nach Schweden rang Chimaev bei mehreren Vereinen, darunter BK Athén. Chimaev gilt als einer der besten Freistilringer des Landes und gewann 2016 und 2017 bei den schwedischen Freistil-Meisterschaften eine Goldmedaille in der Gewichtsklasse bis 86 Kilogramm und 2018 in der Gewichtsklasse bis 92 Kilogramm. Chimaev hat eine Reihe von dominanten Leistungen im Turnier gezeigt. Er hat eine Gesamtbilanz von 12-0, die drei Schultersiege, sieben technische Niederlagen und eine Gesamtpunktzahl von 105 Punkten umfasst, während er selbst in allen drei Kämpfen nur zwei Punkte abgegeben hat. Chimaev hat an einigen Judoturnieren und an vier Sambo-Kämpfen teilgenommen.
Chimaev soll am 19. November bei der Bulldog Fight Night 9 in Schweden gegen seinen UFC-Kollegen Jack Hermansson in einem Freistilringkampf antreten.

## Mixed-Martial-Arts-Karriere
Chimaev begann mit dem MMA-Training, als er 23 Jahre alt war. Er trainiert im Allstar Training Center in Stockholm, unter anderem zusammen mit dem dreimaligen Herausforderer im Halbschwergewicht der UFC Alexander Gustafsson, Ilir Latifi und Reza Madadi. Gustafsson (einer seiner Haupttrainingspartner) sagte einem schwedischen Reporter während einer Pressekonferenz im Juni 2019, dass Chimaev einer der besten Kämpfer sei, mit dem er je trainiert habe.

### Frühe Karriere
Zwischen September 2017 und April 2018 bestritt Chimaev drei Amateur-MMA-Kämpfe. Der erste davon war gegen den zukünftigen IMMAF-Weltmeister Khaled Laallam, den er in der zweiten Runde durch Aufgabe besiegte. Er gewann seine beiden folgenden Amateurkämpfe, einen durch Aufgabe und einen durch technisches K. o., und beendete seine Amateurkarriere mit einer Bilanz von 3:0.
Chimaev wurde am 26. Mai 2018 in der International Ring Fight Arena 14 gegen Gard Olve Sagen Profi. Er gewann den Kampf durch technischen K. o. in der zweiten Runde. Chimaevs nächster Kampf fand am 18. August 2018 gegen Ole Magnor bei Fight Club Rush 3 statt. Er gewann durch Aufgabe mit einem Rear Naked Choke Ende der ersten Runde.